# Museo dello Stile Zakopane di Villa Koliba
Il Museo dello Stile Zakopane di Villa Koliba è un museo della città di Zakopane, in Polonia, una sede distaccata del Museo dei Tatra.
Villa Koliba è l’unico luogo in Polonia in cui sia possibile identificare i primi tentativi di creare uno stile nazionale, che da teoria si è fatto pratica basandosi sull’edilizia e sulla decorazione tipici dei montanari del Podhale.

## Villa Koliba
La villa fu costruita tra il 1892 e il 1893 seguendo lo Stile Zakopane su progetto di Stanisław Witkiewicz. È stato il primo edificio ad essere realizzato secondo i dettami dello Stile Zakopane. Villa Koliba è registrata come monumento nazionale polacco dal 1983. Il termine koliba deriva da un tipo di capanna per i pastori pronunciato in lingua locale.

## Museo dello Stile Zakopane
Villa Koliba è attiva come museo dello Stile Zakopane dal 4 Dicembre 1993 come sede distaccata del Museo dei Tatra.
Cinque stanze della parte originale dell'edificio sono state ripristinate nello stile e nella funzione originale di quando Gnatowski acquistò l'edificio. Al piano terra è presente la sala da pranzo, il salotto e la camera da letto. Al piano superiore sono presenti le stanze private di Gnatowski e le camere della servitù.
La mostra è composta da mobili, complementi d'arredo, utensili ed oggetti decorativi realizzati in Stile Zakopane tra la fine del 19 secolo e l'inizio del 20 secolo. Molti di questi non sono originali, ma realizzati seguendo i disegni e le idee di Stanisław Witkiewicz